# Jacopo Monico
Jacopo Monico (Riese, 26 giugno 1778 – Venezia, 25 aprile 1851) è stato un cardinale e patriarca cattolico italiano.

## Biografia
Figlio di Adamo e di Antonia Cavallini. La sua mamma era sorella della mamma di don Giuseppe Monico, Mariangela: per via della madre era cugino primo di don Giuseppe, per via di padre era figlio di cugino.
Ricevette una prima educazione dal parroco di Altivole. Nel 1789 entrò nel seminario di Treviso, dove si distinse già prima di diventare sacerdote: nel 1791 gli fu assegnato l'insegnamento di retorica, cui si aggiunsero poi quelli di storia universale e di lingue classiche.
In questo periodo organizzò alcune accademie e si cimentò nella poesia neoclassica (non scevra di un certo romanticismo), secondo la moda dell'epoca. I componimenti di questo periodo sono riportati nel primo volume delle Opere sacre e letterarie che raccolgono tutti gli scritti del Monico. Ippolito Pindemonte lo menziona come fine letterato in una lettera  all’abate Angelo Zendrini di Venezia. Nel 1818 Monico era già attivo protagonista del piccolo mondo letterario trevisano, come segretario per le lettere dell'Ateneo di Treviso e in qualità di membro dell'Accademia dei Filoglotti di Castelfranco. Filippo Nani Mocenigo nella sua Letteratura veneziana del secolo XIX aveva definito la poesia di Monico «... eccellente ... fatta di versi temperati e sentimenti dolci e soavi quali era il carattere suo».
Jacopo Monico fu ordinato sacerdote nel 1801; insegnante al seminario di Treviso, divenne successivamente parroco ad Asolo. Nel 1818 venne eletto parroco di San Vito dai capifamiglia del paese (che godevano del giuspatronato); il Monico era già conosciuto nella zona in quanto la famiglia vi aveva delle proprietà e in quanto lui stesso vi si recava in villeggiatura. Durante questo mandato ebbe modo di emergere per l'impegno pastorale, in particolare nella predicazione, senza tuttavia abbandonare i propri interessi letterari. Fu scelto per l'Orazione funebre nel congedo ad Antonio Canova, il 25 ottobre 1822, a Possagno.
Delle sue doti era da tempo a conoscenza l'imperatore Francesco I d'Austria su segnalazione del patriarca di Venezia Giovanni Ladislao Pyrker: nel febbraio 1822 il sovrano propose a papa Pio VII di crearlo vescovo di Ceneda e il pontefice diede parere positivo. Il 9 novembre successivo il Monico venne consacrato, facendo il suo ingresso in diocesi il 23 novembre. Nel 1827 Monico fu nominato Patriarca di Venezia.
Nel concistoro del 29 luglio 1833, papa Gregorio XVI lo elevò al rango di cardinale-presbitero dei Santi Nereo e Achilleo, anche se non partecipò al conclave del 1846.
Durante il suo episcopato fu un forte sostenitore della casa d'Asburgo, tanto da firmare il 3 agosto 1849 una petizione all'Assemblea perché Venezia capitolasse di fronte agli Austriaci e quindi dovette rifugiarsi a San Lazzaro degli Armeni per sfuggire all'ira dei patrioti. Alla caduta della Repubblica di San Marco tenne un solenne Te Deum nella Basilica di San Marco.
Morì il 25 aprile 1851 all'età di 72 anni.

## Genealogia episcopale e successione apostolica
La genealogia episcopale è:
- Cardinale Scipione Rebiba
- Cardinale Giulio Antonio Santori
- Cardinale Girolamo Bernerio, O.P.
- Arcivescovo Galeazzo Sanvitale
- Cardinale Ludovico Ludovisi
- Cardinale Luigi Caetani
- Cardinale Ulderico Carpegna
- Cardinale Paluzzo Paluzzi Altieri degli Albertoni
- Cardinale Flavio Chigi
- Papa Clemente XII
- Cardinale Giovanni Antonio Guadagni
- Cardinale Cristoforo Migazzi
- Vescovo Michael Léopold Brigido
- Arcivescovo Sigismund Anton von Hohenwart, S.I.
- Patriarca Giovanni Ladislao Pyrker, O.Cist.
- Cardinale Jacopo Monico

La successione apostolica è:
- Vescovo Sebastiano Soldati (1829)
- Vescovo Antonio Savorin (1830)
- Vescovo Toma Jedrlinić (1843)